# Trusty’s Hill
Trusty’s Hill in den Boreland Hills im Westen von Gatehouse of Fleet und östlich von Anwoth in Dumfries and Galloway, Schottland, ist ein Hillfort mit piktischen Symbolen auf einem Felsaufschluss. Der Platz ist von nationaler Bedeutung und wurde als Scheduled Ancient Monument (deutsch „unter Denkmalschutz stehendes, altertümliches Monument“) gesetzlich geschützt.
Im Jahr 2012 erwies eine archäologische Grabung, dass die Festung am Trusty’s Hill ein wichtiges Zentrum der dunklen Jahrhunderte (englisch Dark Ages) in Schottland war. Die archäologische Feldarbeit umfasste eine topographische GPS-Vermessung, um einen Plan und ein 3D-Modell des Trusty’s Hill zu schaffen.
Das Hillfort wird von einem Steinwall um den Gipfel des Hügels, einem äußeren Wall, einem in den Fels gehauenen Graben auf der Nordseite und einer Reihe von kleineren äußeren Wällen auf der Südseite gebildet.
Die topografische Untersuchung aktualisierte die von Charles Thomas erstellte Skizze und zeigt, dass das Gelände aus einer Befestigung um den Gipfel eines zerklüfteten Hügels besteht, mit einer Reihe kleiner Gehege, die sich vom Gipfel entlang der tiefer liegenden Terrassen des Hügels winden. Vier der sieben Gräben von Ch. Thomas wurden nochmals ausgegraben.
Graben 2 seitlich des Zugangs zum Hillfort, (gegenüber dem piktischen Stein) offenbarte ein tiefes, in den Fels gehauenes Becken. Es enthielt Ablagerungen, aus denen organisches Material für archäobotanische Analysen gewonnen wurde.
Graben 4, auf der Ostseite des Gipfels, traf auf eine verglaste Wand und damit verbundene Rückstände „dunkler Erde“. Bei ihrer Ausgrabung wurde Holzkohle, zahlreiche bearbeitete Steine, Tierknochen, Metallarbeiten, Metallverarbeitungsschutt und eine Randscherbe von E-Ware aus dem 6. oder 7. Jahrhundert n. Chr. geborgen.
Graben 5 auf der Westseite stieß ebenfalls auf eine verglaste Wand, zusammen mit Siedlungsablagerungen, die neben gleichartigen Funden wie im Graben 4, ein Glasperlenfragment aus der Eisenzeit und eine Randscherbe aus Terrakotta aus dem 1./2. Jahrhundert n. Chr. enthielten.
Graben 6 auf der Nordseite barg die sterile Füllung des in den Fels gehauenen Grabens.
Die Radiokohlenstoffdaten, die den Gräben entnommen wurden, scheinen eine Besiedlung des Hügels in der frühen Eisenzeit (um 400 v. Chr.) anzuzeigen, gefolgt von einem Hiatus, bevor die Stätte möglicherweise im 6. Jahrhundert n. Chr. erneut genutzt und noch vor Mitte des 7. Jahrhunderts verlassen wurde. Das Becken gegenüber dem piktischen Stein scheint allerdings bis Ende des 8. Jahrhunderts n. Chr. genutzt worden zu sein.

## Der Symbolstein
Die piktischen Symbole auf einer Freifläche des Grundgesteins am Eingang zum Fort bestehen aus Class-I- und -II-Symbolen; einer Doppelscheibe mit Z-Stab, einem „Fisch-Monster“ und einem Schwert. Die Felsritzungen sind sorgfältige Schnitzereien auf den Gipfel eines frühmittelalterlichen Machtzentrums. Sie liegen gegenüber einem in den Fels gehauenen Becken, dessen Funktion sehr wahrscheinlich rituell war. Diese Konstellation auf dem Zugangsweg ist in der gleichen Weise an der Zitadelle von Dunadd anzutreffen.
Etwa 90 runde Kieselsteine, darunter fünf über 200 Gramm schwere, wurden 2012 an der Ost- und Westseite des Gipfels gefunden. Es fragt sich, ob solche Steine bei den früheren Ausgrabungen anderer Höhenburgen in Schottland übersehen wurden.
Aktuelle Funde ergeben Hinweise auf eine Burganlage, die zum Königreich Rheged von König Urien gezählt haben könnte.